# Auchenipterichthys longimanus
Auchenipterichthys longimanus är en fiskart som först beskrevs av Günther, 1864.  Auchenipterichthys longimanus ingår i släktet Auchenipterichthys och familjen Auchenipteridae. Inga underarter finns listade.